# Kamysch-Burunski-Bucht
Die Kamysch-Burunski-Bucht ist eine im Winter eisfreie Bucht in der Straße von Kertsch des Asowschen Meeres. Die Bucht steht unter ständigem anthropogen Einfluss und gehört zu den verschmutztesten Gebieten des Asowschen Meeres.
Der Ortsname stammt von krimtatarisch Qamis ‚Zuckerrohr‘ und Burun ‚Nase‘ oder ‚Kap‘ ab.
Die nordöstliche Grenze der Bucht ist das Kap Kamysch-Burun und die Kamysch-Burunski-Nehrung im Nordwesten. Im südlichen Teil der Bucht liegt der Hafen von Kamysch-Burun.
Der Uferbereich der Bucht wird von weichen, schluffig-sandigen Böden und Muschelgestein dominiert. Die Algenflora in der Bucht ist ziemlich arm, da die Eisenerzverarbeitung das Wasser deutlich verschmutzt.